# Jessica Inacio
Jessica Inacio (* 28. August 1991 in Wismar, geborene Jessica Oldenburg) ist eine ehemalige deutsche Handballspielerin.

## Karriere
Inacio spielte in der Jugend bei der TSG Wismar, für die sie bereits als 16-Jährige in der 2. Bundesliga auflief und mit der sie 2008 nordostdeutsche A-Jugendmeisterin wurde. Bei der anschließenden deutschen Meisterschaft erreichte sie mit der Mannschaft den dritten Rang. 2009 wechselte die 1,82 Meter große Rückraumspielerin zum Erstligisten Buxtehuder SV, mit dem sie 2010 den EHF Challenge Cup sowie 2015 und 2017 den DHB-Pokal gewann sowie 2011 und 2012 deutsche Vizemeisterin wurde. Zwischen 2010 und 2012 besaß sie zusätzlich ein Zweitspielrecht für den Zweitligisten TSV Travemünde. Kurz vor Saisonbeginn 2019/20 gab Inacio ihre Schwangerschaft bekannt. Nachdem Inacio ursprünglich nach der Saison 2019/20 ihre Karriere beenden wollte, unterschrieb sie im Oktober 2020 einen Zweijahresvertrag beim Bundesligisten HL Buchholz 08-Rosengarten. Im Dezember 2021 musste Inacio verletzungsbedingt ihre Karriere beenden.
Inacio bestritt drei Länderspiele für die deutsche Juniorinnen-Nationalmannschaft.